# Taxe sur le prix des entrées aux séances organisées par les exploitants d'établissements de spectacles cinématographiques
La taxe sur le prix des entrées aux séances organisées par les exploitants d'établissements de spectacles cinématographiques est une taxe sur le prix des billets d'entrées dans les salles de cinéma en France. Elle est versée au profit du Centre national du cinéma et de l'image animée (CNC).

## Histoire
L'ancêtre de cette taxe fut créée le 24 septembre 1948 et était alors appelée taxe spéciale additionnelle ou TSA. Elle était versée au profit du fonds spécial d'aide temporaire à l'industrie cinématographique, remplacé le 1er janvier 1954, par le fonds de développement de l'industrie cinématographique.
La loi n°2006-1771 du 30 décembre 2006 dite loi de finances rectificative pour 2006 a cependant abrogé les dispositions de l'article 1609 duovicies du Code général des impôts français et a institué la taxe telle qu'elle existe aujourd'hui.
Contrairement à la majorité des impôts et taxes français, elle est codifiée au sein du Code du cinéma et de l'image animée sous les articles L115-1 et suivants.

## Fonctionnement de la taxe
Cette taxe vise les exploitants de cinémas situés en France (métropole et outre-mer) quel que soit le mode de diffusion des œuvres ou documents audiovisuels. Elle est perçue au taux de 10,72% sur le prix des entrées aux séances, ou de 16,08% si la projection porte sur un film à caractère pornographique ou d'incitation à la violence et classé X par la Commission de classification.
Elle est due mensuellement pour les semaines cinématographiques au cours desquelles ont été organisées au moins deux séances.
Son recouvrement et son contrôle sont effectués par le CNC, les agents dudit centre ayant à cet effet des pouvoirs similaires aux agents de l'administration fiscale française.
Le CNC, voulant aider les producteurs n'ayant pas assez de recettes, a instauré cette taxe sur les billets d’entrée au cinéma. Cette taxe peut paraître élevée pour certains, par exemple dans les DROM. En effet, si la TSA est appliquée à 10,72% comme en France métropolitaine, le risque d’une perte de consommateur est à prévoir. Cependant, si la TSA augmente la diversité des films proposés, le contenu et les ambitions de ces derniers seront eux aussi en progression.